# Alin Stoica
Alin Stoica (n. 10 decembrie 1979, București, România) este un fotbalist român retras din activitate, care juca pe post de mijlocaș ofensiv. Este fiul lui Tudorel Stoica.
A jucat aproape un deceniu în Belgia, câștigând titlul și Cupa Belgiei cu Anderlecht și Club Brugge. 

## Carieră internațională
Stoica a debutat pentru România pe 18 martie 1998, într-un amical cu Israel. Pe parcursul a cinci ani, el a mai jucat douăsprezece meciuri pentru echipa națională.

## Palmares

### Club

#### Steaua
- Divizia A: 1995-96
- Cupa României: 1995-96

#### Anderlecht
- Prima Ligă Belgiană: 1999-00, 2000-01
- Cupa Ligii Belgiei: 2000-01
- Supercupa Belgiei: 2000, 2001

#### Club Brugge
- Prima Ligă Belgiană: 2002-03
- Cupa Ligii Belgiei: 2003-04
- Supercupa Belgiei: 2003, 2004

### Individual
- Prima Ligă Belgiană: cel mai bun tânăr fotbalist din anul 2001

## Legături externe
- Profil și statistici la RomanianSoccer
- Alin Stoica pe site-ul National-Football-Teams.com
- Profil și statistici la FootballDatabase